# Опанасенко Олена Олександрівна
Опана́сенко Оле́на Олекса́ндрівна — український театральний діяч, головний концертмейстер Київського національного академічного театру оперети (2005). Заслужена артистка України (1994).

## Життєпис
Олена Опанасенко закінчила Київську консерваторію за трьома спеціалізаціями: концертний виконавець, викладач і концертмейстер.
З 1972 — викладач фортепіано будинку культури заводу «Арсенал».
З 1975 року — концертмейстер Київського державного театру оперети.
З 2005 року — головний концертмейстер цього театру.
«Як концертмейстеру високої кваліфікації їй притаманне тонке відчуття жанрової природи оперети. Гарний наставник для молоді, вона завжди намагається виховати у молодому поколінні артистів-вокалістів тонку музичну культуру, майстерність звуковедення та побудови музичної фрази, відчуття композиторського стилю», — зазначається на офіційному сайті Київського театру оперети.
За сумісництвом — доцент кафедри загального та спеціалізованого фортепіано Національної музичної академії України імені Петра Чайковського.

## Роботи
- «Мадемуазель Нітуш або Небесні ластівки» Ф. Ерве[5]
- «Звана вечеря з італійцями» Ж. Оффенбаха
- «Весела вдова» Ф. Легара
- «Sugar або, В джазі тільки дівчата» Дж. Стайна
- «Циганський барон» Й. Штрауса
- «Бал у Савойї» П. Абрахама
- «Ключ на бруківці або Пригоди весільної ночі» Ж. Оффенбаха
- «За двома зайцями» В. Ільїна та В. Лукашова
- «Моя чарівна леді» Ф. Лоу
- «Кавова кантата» Й. Баха

## Нагороди
- Березень 2005 — нагороджена Почесною грамотою Кабінету Міністрів України.[6]
- 1994 — за вагомий особистий внесок у розвиток українського театрального мистецтва, значні творчі здобутки і високий професіоналізм була удостоєна почесного звання «Заслужена артистка України».[3]